# 청주방송
청주방송(淸州放送, 영어: CheongJu Broadcasting Co., Ltd., CJB)은 충청북도 전역과 그 인근 지역을 가시청권으로 하는 대한민국 SBS(모기업:태영건설)의 네트워크 민영 방송이며 1997년 10월 18일에 개국하였다. 본사는 충청북도 청주시 서원구 사직동에 있다.

## 개요
1996년, 2차 지역 민방을 설립하기 위해 5개지역 20개의 컨소시엄이 민방 사업자를 신청하였고 그중 청주지역에서는 두진건설(이두영 회장)이 신청한 SBS(모기업:태영건설)계 네트워크 민영방송사인 (주)청주방송이 사업자로서 선정되어 1997년 2월 17일 회사를 설립하였다.
1997년 10월 13일 시험 방송을 시작하여 10월 18일 TV 방송을 개국하면서 청주방송의 방송사가 시작되었다. 이어 1999년에는 충주, 2000년에는 제천에도 TV 중계소를 세우는 등 방송 가시청 지역을 충북 전역으로 넓혀가고 있다.
2001년 9월에는 FM 라디오 방송을 개국하였고, 2011년 12월 14일에 가엽산 중계소에 FM 중계 시설을 개설하여 충북 북부 지역의 난시청을 해소하였다. 그리고 2013년 8월 23일 금요일 제천 용두산에 FM 중계 시설이 준공되면서 제천과 단양 지역에서도 방송을 청취할 수 있게 되었다. 또한 지상파DMB(TJB SBS u)의 수신 가능 지역을 확대하기 위해 2011년 말 가엽산 중계소를 개소하였으며, 2012년 용두산 중계소에 중계 시설을 개설하는 등 앞으로 도내 난시청을 해소하여 가시청 지역을 충청북도 내 전역으로 확장하는데 주력할 예정이였다.
아울러 개국 15주년을 맞은 2012년 10월 18일부터 모든 방송을 HD로 전면 전환하여 고화질의 TV 방송을 개시하였다.

## 본사·지사 소재지
본사
- 우28654 충청북도 청주시 서원구 사운로 59-1

충주본부
- 우27339 충청북도 충주시 으뜸로 21 충주시청 내

## 연혁

### 1990년대
- 1996년 7월 5일 지역 민영 TV 방송국 참여 신청 공고
- 1996년 9월 4일 사업 계획서 제출
- 1996년 11월 6일 지역 민영 방송 사업자로 선정
- 1996년 12월 24일 창립 주주총회 개최
- 1996년 12월 26일 주식회사 청주방송 설립 등기
- 1997년 2월 17일 주식회사 청주방송 설립
- 1997년 5월 20일 방송국 가 허가
- 1997년 10월 13일 TV 시험방송 실시 (Ch 28)
- 1997년 10월 18일 TV 방송 개국(HLDR-TV, Ch 28)
- 1997년 10월 24일 지배주주 변경 신청
- 1997년 11월 14일 공보처, 지배주주 변경 승인
- 1998년 8월 28일 FM 방송국 허가 추천서 접수 (문화관광부)
- 1999년 1월 8일 FM 방송국 허가 추천 (문화관광부)
- 1999년 4월 1일 충주 가엽산 TV 방송 보조국 개국 (CH 57)

### 2000년대
- 2000년 7월 6일 제천 용두산 TV 방송 보조국 개국
- 2001년 9월 26일 JOY FM 라디오 방송 개국 (HLDR-FM)
- 2003년 6월 25일 디지털 TV 방송국 허가
- 2005년 4월 25일 중국 광서TV와 우호교류약정서 체결[1]
- 2005년 7월 4일 DTV 방송 개국 (HLDR-DTV, 물리채널 48)
- 2006년 8월 23일 음성 가엽산 DTV 방송보조국 개국 (물리채널 64)
- 2007년 12월 31일 제천 용두산 DTV 방송보조국 개국 (물리채널 15)
- 2008년 10월 20일 지상파 DMB 개국

### 2010년대
- 2010년 11월 3일 단양 두산 DTV 방송 보조국 개국. 단양군 지상파 아날로그 TV 방송 종료.
- 2011년 11월 1일 Joy FM 가엽산 중계소 시험방송 개시
- 2011년 11월 28일 음성 가엽산 Joy FM 방송 보조국 개국
- 2011년 12월 15일 지상파 DMB 음성 가엽산 중계소 시험 방송 개시
- 2012년 1월 3일 음성 가엽산 DMB 방송 보조국 개국
- 2012년 2월 15일 제천 용두산 DMB 방송 보조국 개국
- 2012년 9월 10일 단양 금수산 DTV 방송 보조국 개국
- 2012년 9월 24일 지상파 아날로그 TV 방송 종료
- 2012년 10월 18일 HD 디지털 전환 완료
- 2013년 8월 23일 Joy FM 용두산 중계소 개국
- 2013년 10월 14일 옥천 DTV 방송 보조국 개국
- 2013년 10월 14일 보은 금적산 DTV 방송 보조국 개국
- 2013년 10월 16일, 10월 23일 - 수도권, 강원도, 충청권 디지털 방송 재배치.
- 2014년 9월 30일 - 청주시 산남동 CJB 미디어 센터 개관.
- 2019년 11월 1일 - 이성덕 방송 사장 취임.

2,025년 CJB UHD 개국

## TV
1997년 10월 13일 TV방송 시험 방송을 시작하여 18일 방송을 개국하면서 청주방송의 본격적인 방송이 시작되었다. 1999년에는 음성 가엽산, 2000년에는 제천 용두산에 중계 시설을 준공하여 충북 북부지역으로 가시청권을 확장하였다. 2005년 6월 1일에는 충북지역 방송사 최초로 디지털 TV 방송을 개국하였고, 2010년에는 단양군의 지상파 아날로그 TV 방송 종료 사업에 참여하여 단양 지역에 CJB-DTV 방송망을 확장했을 뿐만 아니라 단양군의 디지털 TV 방송 전환을 이루어내었다. 도내 가시청권역을 늘리기 위하여 남부 지역 에도 방송망을 확장하는 등 꾸준히 방송망을 늘려나갈 계획이다. 충북 전역을 방송 대상 구역으로 하여 방송중에 있다.
CJB-TV는 약 28% 가량을 의무적으로 자체편성하고 있다.

### 방영 프로그램
- CJB 7 뉴스
- CJB 뉴스 (1020)
- CJB 뉴스 (1730)
- CJB 8 뉴스
- CJB 모닝와이드
- TV를 말하다
- CJB 스페셜
- 안녕하세요. 문화예술 씨!
- 전국 TOP 10 가요쇼
- PEOPLE with CJB

### 종영 프로그램
- TV 닥터 건강 클리닉
- 피플 & 이슈
- 테마 스페셜
- TV여행 아름다운 충북
- 감성이야기 하늘을 거닐다
- 시장에 가자
- 쇼 뮤직파워!
- CJB 시사공방

### 방송 송출 시설망
- 호출부호 : HLDR-DTV
- 가상채널 : 6-1

| 송신소        | UHD      | UHD    | HD       | HD    | 송신소 위치                           |
| 송신소        | 물리채널 | 출력   | 물리채널 | 출력  | 송신소 위치                           |
| ------------- | -------- | ------ | -------- | ----- | ------------------------------------- |
| 우암산 송신소 | 준비중   | 준비중 | CH 24    | 2㎾   | 충북 청주시 상당구 수동 산2-4         |
| 백곡 소출력   | 준비중   | 준비중 | CH 24    | 0.05W | 충북 진천군 백곡면 석현리             |
| 금적산 중계소 | 준비중   | 준비중 | CH 42    | 90W   | 충북 보은군 삼승면 서원리 산52-2      |
| 옥천 중계소   | 준비중   | 준비중 | CH 50    | 20W   | 충북 옥천군 동이면 세산리 산23        |
| 가엽산 중계소 | 준비중   | 준비중 | CH 43    | 2㎾   | 충북 음성군 음성읍 용산리 산11-4      |
| 중앙탑 소출력 | 준비중   | 준비중 | CH 43    | 0.05W | 충북 충주시 중앙탑면 탑평리           |
| 용두산 중계소 | 준비중   | 준비중 | CH 15    | 90W   | 충북 제천시 신월동 산39-30            |
| 단양 중계소   | 준비중   | 준비중 | CH 33    | 90W   | 충북 단양군 적성면 상리 산86-2 금수산 |
| 수산 소출력   | 준비중   | 준비중 | CH 33    | 0.05W | 충북 제천시 수산면 내리 829           |
| 덕산 소출력   | 준비중   | 준비중 | CH 33    | 0.05W | 충북 제천시 덕산면 도전리             |
| 두산 중계소   | 준비중   | 준비중 | CH 23    | 50W   | 충북 단양군 가곡면 사평리 263-1       |
| 어상천 소출력 | 준비중   | 준비중 | CH 23    | 0.05W | 충북 단양군 어상천면 임현리           |

아날로그TV
- 호출부호 : HLDR-TV

| 송신소        | 채널  | 출력 | 송신소 위치                      |
| ------------- | ----- | ---- | -------------------------------- |
| 우암산 송신소 | CH 28 | 10㎾ | 충북 청주시 상당구 수동 산2-4    |
| 가엽산 중계소 | CH 57 | 10㎾ | 충북 충주시 신니면 화안리 산59-1 |
| 용두산 중계소 | CH 54 | 500W | 충북 제천시 신월동 산39-30       |

## 라디오 방송

### JOY FM
1998년 8월 FM 라디오 방송 허가를 신청하여 1999년 1월 방송을 허가받고 2001년 9월 26일 FM 라디오 방송을 개국하였다. 개국 후 10년 동안은 청주권에서만 청취할 수 있었으나 2011년 12월 14일 수요일 가엽산에 FM 중계 시설이 준공되어 충주와 음성 등 북부권 지역에서, 2013년 8월 23일 금요일 제천 용두산에 FM중계시설이 준공되면서 제천과 단양 지역에서도 방송을 청취할 수 있게 되었다. FM 라디오 방송인 JOY FM 1개채널을 운영중이며, 청주권과 충북 북부 지역, 경기 남동부 일부를 가청권역으로서 방송중이다.

### 프로그램

#### 방영 프로그램
- 새벽을 여는 친구
- 굿모닝 JOY FM
- 최지현의 11시엔 OST
- 길원득의 음악앨범
- CJB 라디오살롱

### 방송 송출 시설망
| CJB JOY FM    | CJB JOY FM | CJB JOY FM | CJB JOY FM | CJB JOY FM                       | CJB JOY FM |
| 송신소        | 주파수     | 출력       | 호출부호   | 송신소 위치                      |            |
| ------------- | ---------- | ---------- | ---------- | -------------------------------- | ---------- |
| 우암산 송신소 | FM 101.5㎒ | 3㎾        | HLDR-FM    | 충북 청주시 상당구 수동 산2-4    |            |
| 가엽산 중계소 | FM 97.9㎒  | 500W       | HLDR-FM    | 충북 음성군 음성읍 용산리 산11-4 |            |
| 용두산 중계소 | FM 102.7㎒ | 100W       | HLDR-FM    | 충북 제천시 신월동 산39-30       |            |

## 라디오 주파수 멘트
- FM 101.5㎒, 97.9㎒, 102.7㎒ CJB JOY FM입니다. HLDR (광고,CJB JOY FM 로고송 후 시보)
- FM 101.5㎒, 97.9㎒, 102.7㎒ CJB JOY FM입니다. HLDR (밝은세상 좋은친구 JOY FM 후 시보) - 오후~새벽시간대

## 라디오 시보 멘트
- 여러분의 CJB JOY FM이 ○○시를 알려드립니다.
- 광고 후 ○○시를 알려드립니다.

## 라디오 로고송
- 언제나 그대 가까이 곁에 있어요 나만의 소중한 그대 미소를 지어봐요 우리들의 사랑을 만들어요 꿈을 이뤄가요 그대가 좋아요 기쁨이 있어요 밝은세상 좋은 친구 JOY FM(긴 버전)
- 밝은세상 좋은친구 JOY FM (짧은 버전, 방송시작 때와 무광고 시보에서 사용됨.)
- 그대와 함께해 지금 이 순간 곁에 있을게요 JOY FM
- 나누는 사랑, 더하는 행복 CJB~ (TV 로고송, 현재 무광고 시보에서 사용함.)

## 제공 시보
- 웰빙푸드
- 둘둘콜 대리운전
- 포드링컨자동차

## 지상파 DMB 방송
대전방송과 함께 투자하여 충청권 전역을 방송권역으로 하는 지상파 DMB 사업자로 운영 중이다.

## 직원 현황

### 아나운서
- 최지현
- 황수동
- 연규옥
- 정승조

### 보도국
- 조상우(보도국장)

- 취재팀 -
- 홍우표(취재팀장)
- 채현석(선임기자)
- 장원석(취재기자)
- 이태현(취재기자)
- 박언(취재기자)
- 이민아(취재기자)
- 이환(취재기자)
- 김민영(취재기자)

- 보도제작팀 -
- 구준회(보도제작팀장)
- 박수범(편집기자)
- 최병천(편집기자)
- 김성은(편집기자)
- 조용은(편집기자)

- 영상취재팀 -
- 이천기(영상취재팀장)
- 송신의(영상취재기자)
- 박희성(영상취재기자)
- 김유찬(영상취재기자)
- 김근혁(영상취재기자)

- 충주취재본부 -
- 이윤영(충주본부장)
- 김준수(충주본부 영상취재팀장)
- 주홍정(충주본부 영상취재기자)
- 안정은(충주본부 취재기자)
- 김세희(충주본부 취재기자)

## 캐치프레이즈
- 푸른 방송 밝은 미래
- 우리가족 도민의 방송
- 우리가족 밝은 미래

## 로고송
- 푸른 방송 밝은 미래 CJB (씨제이비) 청주방송 (1997년 10월 18일 ~ 2011년 10월 31일)
- 기쁜 소리 밝은 방송 CJB (씨제이비) (1997년 10월 18일 ~ 2011년 10월 31일)
- 사랑을 나누는 참 좋은 방송 CJB (씨제이비) (2004년 일자 미상 ~ 2011년 10월 31일)
- 우리 가족 도민의 방송 CJB (씨제이비) (2011년 11월 1일 ~ 2017년 10월 17일) (노래 - 추가열)
- 우리 가족 밝은미래 CJB (씨제이비) (2011년 11월 1일 ~ 2017년 10월 17일)
- 나누는 사랑, 더하는 행복 CJB~ (씨제이비) (2017년 10월 18일 ~ 2021년 12월 31일)
- 푸른 방송 밝은 미래 C~J~B (씨~제이~비(제2버젼)) (2018년 1월 1일 ~ 현재)

## 해외 제휴국
- 중국 광서TV(广西电视台)[1]

## 연중캠페인
- 1997년 ~ 2011년 푸른방송 밝은미래 CJB
- 1998년 - 고향사랑 나라사랑
- 2011년 상승국면으로 진입하는 방송 CJB
- 2012년 우리가족 도민의 방송 CJB
- 2013년 ~ 2017년 우리가족 밝은 미래 CJB
- 2017년 ~ 더 나은 내일 충북의 꿈을 봅니다

## 같이 보기
- 민영 방송
- 청주 직지 FC - 청주방송이 후원중인 K3리그 축구팀
- 두진건설
- SBS
- SBS M&C
- 대전방송 - 인근 지역에 있는 지역 민영방송사